# Die Hölle von Borneo
Die Hölle von Borneo (Originaltitel: From Hell to Borneo, auch Hell of Borneo, Verweistitel: Höllentrip Borneo) ist ein US-amerikanischer Abenteuerfilm von 1964 unter der Regie von George Montgomery, der auch als Produzent fungierte, am Drehbuch beteiligt war und die männliche Hauptrolle spielt. Die weibliche Hauptrolle ist mit Julie Gregg besetzt, Torin Thatcher ist als ihr Vater zu sehen. 

## Handlung
Nach blutigen Kampfhandlungen auf einer kleinen malaiischen Insel, wird Jim-James, der Bruder von John Dirkson, getötet. John, der zu dieser Zeit nicht auf der Insel ist, wird in der Bar „Golden Cave“ vom Sekretär eines Mr. Bellflower angesprochen, der ihn kurz darauf zu der am Abend stattfindenden Geburtstagsparty seiner Tochter Marjorie einlädt. Bellflower erklärt seiner Tochter, warum er Dirkson eingeladen hat. Es geht ihm um eine Insel namens El Dorado, auf der die Plantage der Dirksons liegt. Dort würden Kobra, Kaffee und Gummi wachsen, aber vor allem sei die Lage wichtig. Die Insel liege strategisch günstig genau im Herzen von Asien inmitten einer phantastischen Inselwelt, die eine große Zukunft habe. Dort sei viel Geld zu holen, er wolle die Insel zum Zentrum seines Geschäftsimperiums machen. Dirkson könne ihm helfen, seinen Traum zu verwirklichen. Tatsächlich ist John seiner Einladung gefolgt. Ohne Umschweife erklärt der gerissene Geschäftsmann ihm, dass er die Insel, die der Familie Dirkson von einem Sultan abgetreten worden war, kaufen möchte. Dort könne er unumschränkt herrschen, da ihm niemand mehr in seine Geschäfte hineinreden könne. Seinem Bruder habe er bereits ein Angebot gemacht, das dieser jedoch abgelehnt habe. John sagt ihm zu, dass er darüber mit seinem Bruder sprechen werde. Kurz nach diesem Gespräch lernt er Marjorie kennen, die ihm erklärt, dass sie viele Gemeinsamkeiten hätten. John meint, auch wenn er sich mit ihr einließe und sie noch so wundervoll wäre, am nächsten Tage habe er sie wieder vergessen. Am anderen Morgen erreicht ihn ein Telegramm mit der Nachricht, dass sein Bruder ermordet worden sei. 
Umgehend fliegt John auf die Insel und lässt sich von den Vorkommnissen der letzten Tage unterrichten. Er bringt heraus, dass immer wieder Waffen auf das kleine Eiland geschmuggelt werden und die Bevölkerung systematisch aufgewiegelt wird. Der philippinische Polizeioffizier Maydell erklärt ihm seine Sicht der Dinge, und dass man nur eingreifen könne, wenn das von den Dirksons ausdrücklich gewünscht werde, da El Dorado, wie er ja wisse, einen Sonderstatus habe. Die Angestellten der Plantage, die durch den Einheimischen Pepe vertreten werden, hoffen, dass John das Anwesen weiterführen wird. Auch seine Gespielin aus Kinderzeiten, Maria Vargas, trifft John wieder. Sie arbeitet als Krankenschwester auf El Dorado. John ist auf der Insel nicht sicher, immer wieder erfolgen Angriffe, die ihm wohl Angst einjagen sollen. Schon kurz nach seiner Ankunft trifft Mr. Bellflower mit seiner Tochter Marjorie und Prinz Ali, einem Verbündeten, ein, der immer wieder unangenehm auffällt. Seinen Halbbruder Ahmed, einen widerlichen Burschen, weist John von der Insel. 
Schon bald ist klar, dass diese permanenten Angriffe von Bellflower gesteuert werden, der mit der malaiischen Hoheit, Prinz Ali, im Bunde ist, und sein Mittelsmann Ahmed heißt. Bellflower sorgt auch dafür, dass die von ihm gekauften Männer reichlich mit Waffen und Munition versorgt sind. John, der einen Verkauf erwogen hatte, wird durch die Vorkommnisse so sehr gereizt, dass er schwört, nicht eher Ruhe zu geben, bis man der Bande und Ahmed endlich das Handwerk gelegt hat. Nach und nach werden ihm auch die Zusammenhänge klar und die Rolle, die Bellflower in dieser schmutzigen Angelegenheit spielt. In einem letzten großen Kampf werden Bellflower und seine Leute besiegt. Ein Kampf steht jedoch noch aus, der zwischen Ahmed und John. Ahmed war es, der James-Jim erstochen hat und nun im Kampf mit John über Bord geht und den Haien als Futter dient. Bellflower wird bei seinem Fluchtversuch mit seinem Wasserflugzeug, von dem aus er John zu erledigen versucht, abgeschossen. John entschließt sich in El Dorado zu bleiben, woran auch Maria nicht ganz unschuldig ist. 

## Veröffentlichung
In den Kinos der USA lief der Film am 1. Juni 1964 per Massenstart an. In der Bundesrepublik Deutschland startete er am 25. Oktober 1968. Der Film wurde außerdem auch in den Kinos von Norwegen, Mexiko, Schweden und Finnland gezeigt. 
DVD
Der Film erschien am 1. Oktober 2009 auf DVD, Anbieter SchröderMedia Handels GmbH & Co KG.

## Kritik
Das Lexikon des Internationalen Films sprach von einem „naive[n] Abenteuerfilm“, der „mittelmäßig inszeniert“ und nur „mäßig spannend“ sei.
Cinema stellte auf die Dreifachbeteiligung von George Montgomery ab und zog den Schluss: „George Montgomery (Hauptrolle, Regie, Drehbuch) war möglicherweise überfordert.“
Die Fernsehzeitschrift prisma sah das ein wenig anders und befand: „Spannendes Südsee-Spektakel von und mit dem charismatischen B-Filmstar George Montgomery.“